# Ali Barter
Alison Barter (Melbourne, 1986) è una cantautrice australiana.

## Biografia
L'album di debutto di Ali Barter, intitolato A Suitable Girl, è stato pubblicato a marzo 2017 ed ha raggiunto la 17ª posizione della ARIA Albums Chart. È stato seguito da Hello, I'm Doing My Best, uscito nell'ottobre 2019, che si è invece piazzato in 53ª posizione. Il disco è stato candidato all'Australian Music Prize 2019.

## Discografia

### Album in studio
- 2017 – A Suitable Girl
- 2018 – Hello, I'm Doing My Best

### EP
- 2012 – Trip
- 2014 – Community
- 2015 – AB-EP

### Singoli
- 2012 – Run You Down
- 2014 – Community
- 2015 – Hypercolour
- 2015 – Blood
- 2016 – Far Away
- 2016 – Girlie Bits
- 2017 – Cigarette
- 2017 – Please Stay
- 2017 – One Foot In
- 2019 – Ur a Piece of Shit
- 2019 – Backseat